# Pietro Gradenigo (oculista)

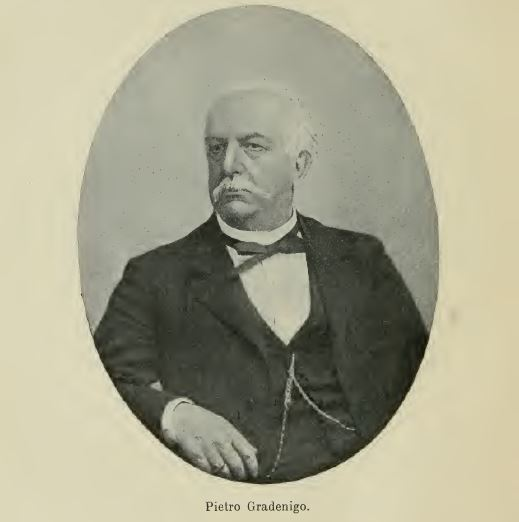
Ritratto di Pietro Gradenigo

Stemma Gradenigo

Pietro Gradenigo (Venezia, 20 aprile 1831 – Padova, 1º dicembre 1904) è stato un medico oculista italiano.

## Biografia
Di nobile e antica famiglia, si laureò in medicina a Padova il 22 marzo 1855.
Dedicatosi all'oculistica divenne allievo di Giannantonio Gioppi, all'epoca direttore della clinica oculistica dell'Università di Padova.
Divenuto primario all'Ospedale di Venezia nel 1863, nel 1873 fu nominato professore di clinica oculistica all'Università di Padova, succedendo sulla cattedra al suo maestro Gioppi.
Riorganizzò la clinica oculistica, ampliandola a 30 letti e dotandola di strumentazione moderna.
I suoi contributi scientifici spaziano in tutti i campi dell'oculistica ma particolarmente significativi furono alcuni studi clinico-sperimentali (tubercolosi dell'iride; leucoma; trapianto di cornea da animale).
È stato l'oculista più celebre della sua epoca. Il figlio Giuseppe fu un altrettanto celebre professore di otorinolaringoiatria.
Tra i suoi numerosi allievi vanno ricordati Giuseppe Ovio e Alessandro Bietti.

## Opere principali
- Cenno sulla difterite oculare 1863.
- Sul trapianto della cornea del pollo 1889.
- Un nuovo tonometro oculare 1899.